# Краснофлотское (озеро)
Краснофлотское (фин. Halilanjärvi) — пресноводное озеро на территории Полянского сельского поселения Выборгского района Ленинградской области.

## Общие сведения
Площадь озера — 2,4 км², площадь водосборного бассейна — 12 км². Располагается на высоте 26,5 метров над уровнем моря.
Форма озера продолговатая: оно на четыре километра вытянуто с северо-запада на юго-восток. Берега изрезанные, каменисто-песчаные, преимущественно возвышенные.
Из юго-восточной оконечности озера вытекает река Лунка, впадающая в озеро Зеленохолмское, из которого вытекает река Полянка, впадающая в Полянское озеро. Из Полянского вытекает река Петлянка, впадающая в озеро Красавица, из которого вытекает река Камышовка, приток реки Гороховки, впадающей, в свою очередь, в Выборгский залив.
С юго-запада в Краснофлотское впадает река Красавка, несущая воды озёр Красногвардейского и Подгорного.
Ближе к северо-западной оконечности озера расположен один относительно крупный (по масштабам водоёма) остров Юнга (фин. Hyllyvänsaari.
На юго-западном берегу водоёма располагается посёлок Краснофлотское, через который проходит дорога местного значения 41К-089 («Рябово — Поляны»).
Код объекта в государственном водном реестре — 01040300511102000009780.